# Favreau Pillar
Die Favreau Pillar (englisch für Favreausäule) ist eine Klippe im Rossmeer vor der Borchgrevink-Küste des ostantarktischen Viktorialands. Sie ragt unmittelbar östlich zur Insel Foyn Island in der Gruppe der Possession Islands südöstlich der Adare-Halbinsel auf. 
Der United States Geological Survey kartierte sie anhand eigener Vermessungen und Luftaufnahmen der United States Navy aus den Jahren von 1958 bis 1963. Das Advisory Committee on Antarctic Names benannte sie 1969 nach Robert D. Favreau vom United States Marine Corps, Navigator beim Flug am 18. Januar 1958, bei der diese Klippe zum ersten Mal aus der Luft fotografiert worden ist.